# Rejuwenacja
Rejuwenacja – obszar medycyny zajmujący się odwracaniem procesu starzenia się.
Według słownika terminów medycznych bazy PubMED sklasyfikowana jako metoda lecznicza.

## Etymologia
Połączenie przedrostka re – oznaczającego „ponownie/od nowa” i łacińskiego słowa iuvenis – „młody”.